# Château de la Cheyrelle
Le château de la Cheyrelle, situé sur la commune de Dienne (Cantal) à 1 100 m d’altitude, est un manoir construit au XIXe siècle (la première pierre a été posée en 1858) sur les bases d'une ancienne grange médiévale où l'activité agricole a perduré jusque dans les années 1990.
Mais c’est au début du XXe siècle, entre 1903 et 1905, que le château acquiert sa forme définitive et sa singularité, avec les travaux de transformations qu’entreprend Pierre Felgères, son propriétaire, alors maire de Dienne et coulissier à Paris. Celui-ci confie en effet l’agrandissement et le réaménagement complet de la propriété à son beau-frère, l’architecte parisien René Dulong, ainsi qu’à son associé Gustave Serrurier-Bovy, le célèbre architecte et décorateur liégeois, l’un des maîtres de l’Art nouveau.
René Dulong et Gustave Serrurrier-Bovy mettront ainsi en application au château de la Cheyrelle, avec une grande liberté, les principes avant-gardistes et visionnaires en faveur desquels ils militaient à l’époque (cf le mouvement Arts & Crafts né en Angleterre vers 1860) et qui, pour partie, sont encore à la base de l’architecture contemporaine.
Cet ensemble, demeuré à ce jour pratiquement intact, est en cours de restauration.

## Architecture
Il se compose d'un premier bâtiment, dit "Le château", construit de 1858 à 1868 par Auguste Felgères, maître des postes à Murat, dans le but de posséder un petit castel de campagne. Un second bâtiment, accolé au château dit "la nouvelle maison", est construit en 1904. Il comprend les communs (écurie, remise, sellerie, cuisine, cave, etc.) et chambres de service. Un pavillon de gardien est bâti en 1905, à l'entrée de la propriété. Une maison de ferme complète l'ensemble. Le parc mesure environ 1 hectare 700, planté de beaux sujets. De sa terrasse, on découvre une belle vue sur le village de Dienne, la vallée de la Santoire et le plateau du Limon.

## Historique
L'ensemble bâti était initialement la propriété de la famille Felgères (originaire de Chaudes-Aigues) de 1847 à 1989. L'activité agricole y a été maintenue durant le XXe siècle ; Jacqueline Felgères-Trillat, fille de Pierre Felgères, a reçu le Prix du Mérite agricole en 1967 pour y avoir relancé l'élevage de la race Salers. En 1940, son époux l'éminent physicien Jean-Jacques Trillat - mandaté par le ministère de La Défense - a participé à l'évacuation de l'eau lourde (deutérium, élément essentiel intervenant dans la fabrication de la bombe atomique) et des éléments du radium du laboratoire de Joliot-Curie (avec lequel il travaillait à cette époque) de la banque de France à Clermont jusqu'à la prison de Riom.
À la suite des décès de Jacqueline en 1986 et de son époux Jean-Jacques en 1987, les terres puis les meubles et enfin le château (avec ses annexes et le parc) sont vendus au fur et à mesure. La propriété a été rachetée, en 1990, par deux particuliers parisiens, qui ont fait procéder à l'inscription (en 1994), puis au classement de l'ensemble ainsi que de son décor intérieur (27 mars 2006) comme monument historique. L'ensemble "présente du point de vue de l'histoire de l'art, un intérêt public en raison de l'importance exceptionnelle de cette œuvre singulière réalisée entre 1903 et 1905, unique exemple complet subsistant au monde des principes novateurs de Gustave Serrurier-Bovy" (extrait de l'arrêté de classement).
L'activité agricole a définitivement cessé en 1994, la grange subsistante a été abattue en 2006, avant le classement. 
En 2014, le château est revendu une seconde fois. Depuis l'automne 2017, le château de la Cheyrelle fait l'objet d'une importante campagne de restauration. Il se visite de nouveau depuis l'été 2024.